# The Last Song (X Japan-dal)
A The Last Song az X Japan japán heavymetal-együttes 18. kislemeze, mely 1998. március 18-án jelent meg az Polydor kiadásában. A kislemez 8. volt az Oricon slágerlistáján és 9 hétig szerepelt rajta.

## Háttér
A The Last Song az együttes utolsó dalának készült, ezzel fejezték be az 1997. december 31-i utolsó, Tokyo Dome-ban tartott koncertjüket. Az együttes tagjai egyenként tették le a hangszerüket és távoztak a színpadról, végül csak Yoshiki maradt a zongoránál. Újraalakulásuk után a 2008. március 28-i Tokyo Dome-fellépését az együttes ezzel a dallal indította.
A kislemez úgynevezett enhanced CD-n jelent meg, mely a hangfelvétel mellett számítógépes adathordozóként is funkcionál, a lemezen szerepel többek között az együttes feloszlásáról közzétett nyilatkozat, a teljes diszkográfia és a dal videófelvétele az utolsó koncertről.

## Számlista
| #  | Cím           | Szerző(k) | Hossz |
| -- | ------------- | --------- | ----- |
| 1. | The Last Song | Yoshiki   | 11:26 |

## Fordítás
Ez a szócikk részben vagy egészben  a   The Last Song (X Japan song) című angol Wikipédia-szócikk fordításán alapul.  Az eredeti cikk szerkesztőit annak laptörténete sorolja fel. Ez a jelzés csupán a megfogalmazás eredetét és a szerzői jogokat jelzi, nem szolgál a cikkben szereplő információk forrásmegjelöléseként.